# Hoplarchus psittacus
Hoplarchus psittacus – gatunek słodkowodnej ryby z rodziny pielęgnicowatych, jedyny przedstawiciel rodzaju Hoplarchus Kaup, 1860. Hodowana w akwariach.
Występowanie: dorzecze Amazonki.

## Opis
Osiąga w naturze do 35 cm długości. Żywi się larwami owadów i skorupiakami.
| Zalecane warunki w akwarium | Zalecane warunki w akwarium |
| --------------------------- | --------------------------- |
| Zbiornik                    | duży                        |
| Temperatura wody            | 24 – 30 °C                  |
| Twardość wody               | miękka                      |
| Skala pH                    | 5,5 - 6,0                   |
| Pokarm                      | żywy, mrożony i suchy       |